# Bernhard Leopold Volkmar von Schomburg

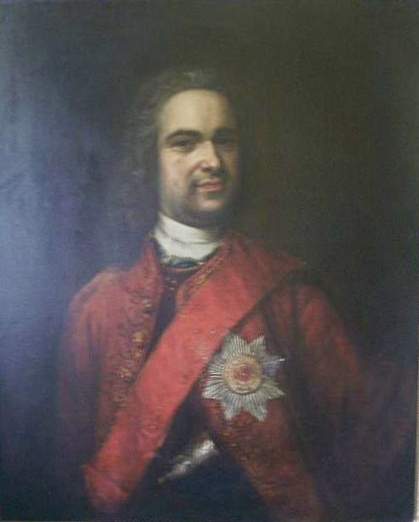
Philipp Wilhelm Oeding: Bernhard Leopold Volckmar von Schomburg (um 1745/1746)

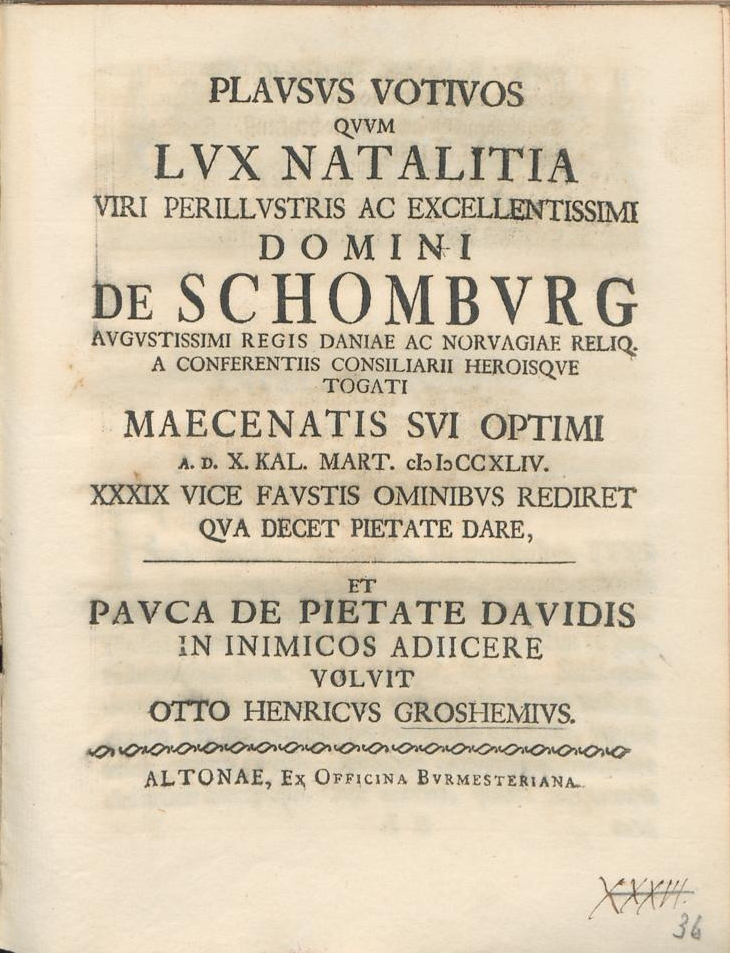
Titel einer Huldigungsschrift zum Geburtstag Volkmar von Schomburgs, Altona 1744

Bernhard Leopold Volkmar von Schomburg (* 20. Februar 1705; † 1771 in Itzehoe) war als königlich-dänischer Conferenz- und Etatrat von 1736 bis 1746 unter Christian VI. Präsident der Stadt Altona.

## Leben
Graf Volkmar (auch: Volckmar) von Schomburg war der Sohn Leopolds von Schomburg, der seit Ende des 17. Jahrhunderts in fürstlich-Schwarzburgischen Diensten stand und dessen Reichsadelsstand von Kaiser Karl VI. erneuert worden war. Der Sohn Volkmar, zunächst in Diensten des Grafen Stolberg in Wernigerode, ging 1731 als königlich-dänischer Justiz- und Regierungsrat nach Glückstadt und wurde im Jahr 1736, als sich der dänische König Christian VI. In Altona aufhielt, als Präsident in die Stadt berufen. Während seiner folgenden zehnjährigen Amtszeit wohnte er in einem Palais in der Elbstraße. 1746 gab Schomburg das Präsidentenamt auf, nachdem er zuletzt als Oberinspektor des Amtes Wandsbek dort die Geschäfte des Landrats übernommen hatte. Er zog sich mit seiner Frau Esther Elisabeth, geb. von Schubart, auf sein Gut Mehlbeck zurück. Nachdem er das Anwesen 1766 verkauft hatte, lebte er bis zu seinem Tode 1771 in Itzehoe.
Volkmar von Schomburg war Träger des roten Adlerordens. Seine Tochter Maximiliane Dorothea Juliane von Schomburg (* 25. August 1746; † 17. Februar 1795) war mit den dänischen Generalmajor Johan Rantzau Kaas (1707–1788) verheiratet.

## Wirken
Ein zeitgenössisches Urteil lautete, man könne in Altona keinen Fuß hinsetzen, ohne auf Schomburgs Werk zu treten. Er selbst sah nach seinem Rücktritt von seinen Ämtern 1746 sein besonderes Verdienst darin, dass während seiner Amtszeit allein die altonaische Mittelmeerflotte um 30 Schiffe angewachsen sei, wofür er den Grund auch in seiner eigenen Beteiligung am Seehandel mit insgesamt sechs Schiffen sah.

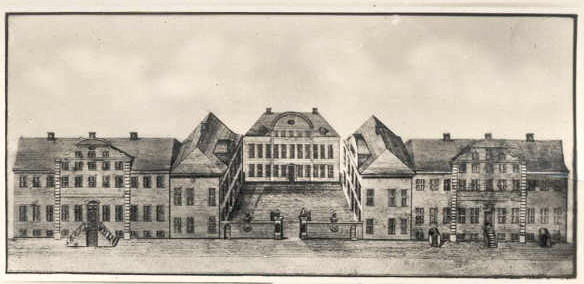
Das Christianeum, Kupferstich 18. Jahrhundert

Volkmar von Schomburg gestaltete das Polizeiwesen und die Armenvorsorge in Altona. Mit Nachdruck beförderte er die Einrichtung eines akademischen Gymnasiums in der Stadt, das, 1738 gegründet, im Jahr 1744 nach dem dänischen König auf den Namen Christianeum getauft wurde und dessen erster Gymnasiarch er wurde. 1740 war er als Commissarius maßgeblich beteiligt an der Beilegung eines lang andauernden Grenzstreits zwischen Altona und Hamburg, den er, von beiden Seiten hochgeachtet, in einem Vergleich beschließen konnte. Am 11. April 1742 legte er im Beisein vieler Menschen und hochrangiger Altonaer Bürger, darunter zum Beispiel auch Johann Bolten, der erste Propst Altonas, den Grundstein für eine neue Hauptkirche, St. Trinitatis, die im folgenden Jahr von dem seinerzeit bekannten holsteinischen Architekten Cay Dose (1700–1768) erbaut wurde. Schomburg ließ ein größeres Zucht- und Werkhaus errichten mit einer Kapelle.
Mit dem Tod Christians VI. 1746 erlosch auch die besondere Gunst, die Schomburg als Mitglied der Kulmbachschen Partei durch die Königin Sophie Magdalene, eine geborene Prinzessin von Brandenburg-Kulmbach, erfahren hatte. Mit dem Regierungswechsel in Kopenhagen sah Schomburg sich „Intriguen“ ausgesetzt und legte, nachdem er nach eigenem Bekunden die Stadt Altona „aus einem Neste zu einem ansehnlichen Orte gemacht“ habe, seine Ämter nieder und wurde Privatier.